# 부발하테비스트
부발하테비스트(Bubal Hartebeest)는 하테비스트과에 속한 종으로, 개체군은 4개의 그룹으로 나뉘었다. 19세기 말까지 유럽 이민자들이 북하테비스트를 사냥하여 고기와 가죽을 얻었으나 현재는 모두 절멸하였다.

## 생태
세력권을 가진 수컷은 1~5마리의 암컷들을 거느리고 있었다.

## 멸종
1923년 11월 24일, 최후의 개체로 알려진 런던 동물원에 있던 암컷 부발하테비스트가 죽으면서 절멸했다.